# بنیاد (مجموعه تلویزیونی)
بنیاد (انگلیسی: Foundation) یک مجموعهٔ تلویزیونی علمی تخیلی آمریکایی است که توسط دیوید اس. گویر و جاش فریدمن برای اپل تی‌وی پلاس ساخته شده‌است. این یک اقتباس آزاد از مجموعهٔ بنیاد، مجموعه‌ای از رمان‌های علمی تخیلی نوشتهٔ آیزاک آسیموف است. فصل اول سریال در ۲۴ سپتامبر ۲۰۲۱ به نمایش درآمد. در اکتبر ۲۰۲۱ این سریال برای فصل دوم و در دسامبر ۲۰۲۳ برای فصل سوم تمدید شد.